# Olympische Sommerspiele 2020/Gewichtheben – Mittelschwergewicht (Männer)
Das Gewichtheben der Männer in der Klasse bis 96 kg (Mittelschwergewicht) bei den Olympischen Sommerspielen 2020 in Tokio fand am 31. Juli 2021 im Tokyo International Forum statt. Es traten 14 Athleten aus 14 Ländern sowie ein Sportler des Refugee Olympic Team an.
Der Wettkampf bestand aus zwei Teilen: Reißen (Snatch) und Stoßen (Clean and Jerk). Die Athleten traten in zwei Gruppen zuerst im Reißen an, bei dem sie drei Versuche hatten. Gewichtheber ohne gültigen Versuch schieden aus. Im Stoßen hatte wieder jeder Athlet drei Versuche. Der Athlet mit dem höchsten zusammenaddierten Gewicht gewann. Im Falle eines Gleichstandes gab das geringere Körpergewicht den Ausschlag.

## Titelträger
| Weltmeister     | Reißen    | Anton Plesnoi    | 181 kg | WM 2019 in Pattaya     |
| Weltmeister     | Stoßen    | Tian Tao         | 230 kg | WM 2019 in Pattaya     |
| Weltmeister     | Zweikampf | Tian Tao         | 410 kg | WM 2019 in Pattaya     |
| Olympiasieger * | Zweikampf | Kianoush Rostami | 396 kg | 2016 in Rio de Janeiro |

## Rekorde

### Bestehende Rekorde
| Weltrekord | Reißen    | Sohrab Moradi | 169 kg | Aşgabat, Turkmenistan | 7. November 2018 |
| Weltrekord | Stoßen    | Tian Tao      | 198 kg | Tokio, Japan          | 7. Juli 2019     |
| Weltrekord | Zweikampf | Sohrab Moradi | 363 kg | Aşgabat, Turkmenistan | 7. November 2018 |

Das Gewichtheben der Männer fand bisher bei keinen Olympischen Sommerspielen in der Gewichtsklasse bis 96 kg statt. Daher gab es vor den Spielen in Tokio noch keine olympischen Rekorde in dieser Klasse.

### Neue Rekorde
| Olympischer Rekord | Stoßen    | Fares Ibrahim | 225 kg | Tokio, Japan | 31. Juli 2021 |
| Olympischer Rekord | Zweikampf | Fares Ibrahim | 402 kg | Tokio, Japan | 31. Juli 2021 |

Für einen olympischen Rekord im Reißen hatte die International Weightlifting Federation bei der Anpassung der Gewichtsklassen 2018 einen olympischen Standard von 183 kg festgesetzt. Der Kanadier Boady Santavy war mit 178 kg im Reißen zwar der Wettkampfbeste in dieser Disziplin, dieses Gewicht reichte jedoch nicht zur Aufstellung eines olympischen Rekordes.

## Zeitplan
- Gruppe B: 31. Juli 2021, 11:50 Uhr (Ortszeit)
- Gruppe A: 31. Juli 2021, 19:50 Uhr (Ortszeit)

## Endergebnis
| Rang | Athlet                | Nation               | Gr. | Kgw.  | Reißen (kg) | Reißen (kg) | Reißen (kg) | Reißen (kg) | Stoßen (kg) | Stoßen (kg) | Stoßen (kg) | Stoßen (kg) | Zweikampf |
| Rang | Athlet                | Nation               | Gr. | Kgw.  | 1           | 2           | 3           | Gesamt      | 1           | 2           | 3           | Gesamt      | Zweikampf |
| ---- | --------------------- | -------------------- | --- | ----- | ----------- | ----------- | ----------- | ----------- | ----------- | ----------- | ----------- | ----------- | --------- |
| 1    | Fares Ibrahim         | Katar                | A   | 95,70 | 173         | 177         | 177         | 177         | 217         | 225         | 232         | 225         | 402       |
| 2    | Keydomar Vallenilla   | Venezuela            | A   | 95,00 | 172         | 175         | 177         | 177         | 210         | 215         | 216         | 210         | 387       |
| 3    | Anton Plesnoi         | Georgien             | A   | 96,00 | 173         | 177         | 177         | 177         | 206         | 210         | 210         | 210         | 387       |
| 4    | Boady Santavy         | Kanada               | A   | 95,40 | 173         | 177         | 178         | 178         | 200         | 205         | 208         | 208         | 386       |
| 5    | Chen Po-jen           | Chinesisch Taipeh    | A   | 95,85 | 171         | 176         | 180         | 176         | 200         | 205         | 211         | 205         | 381       |
| 6    | Bekdoloot Rassulbekow | Kirgisistan          | A   | 95,70 | 162         | 166         | 166         | 166         | 200         | 208         | 216         | 208         | 374       |
| 7    | Bartłomiej Adamus     | Polen                | A   | 95,95 | 160         | 160         | 163         | 163         | 197         | 204         | 205         | 197         | 360       |
| 8    | Yu Dong-ju            | Südkorea             | A   | 92,55 | 160         | 165         | 167         | 160         | 200         | 205         | 205         | 200         | 360       |
| 9    | Olfides Sáez          | Kuba                 | B   | 92,35 | 156         | 161         | 161         | 156         | 193         | 198         | 203         | 203         | 359       |
| 10   | Cyrille Tchatchet     | Refugee Olympic Team | B   | 95,45 | 153         | 155         | 160         | 155         | 190         | 190         | 195         | 195         | 350       |
| 11   | Theodoros Iakovidis   | Griechenland         | B   | 91,90 | 147         | 152         | 156         | 156         | 175         | 182         | 191         | 182         | 338       |
| 12   | Christian Amoah       | Ghana                | B   |       | 140         | 145         | 145         | 145         | 165         | 170         | 170         | 170         | 315       |
| 13   | Mohammed Hamada       | Palästina            | B   |       | 137         | 142         | 142         | 137         | 173         | 178         | 178         | 173         | 310       |
| —    | Jauheni Zichanzou     | Belarus              | A   | 95,35 | 170         | 170         | 173         | 173         | 201         | 201         | 201         | —           | —         |
| —    | Toshiki Yamamoto      | Japan                | A   | 96,00 | 161         | 166         | 168         | 168         | 200         | 200         | 200         | —           | —         |